# 최기웅
최기웅은 대한민국의 대전MBC 보도국 기자이다.

## 학력
- 대전대성고등학교
- 동국대학교 행정학과 학사

## 경력
- 1996년 대전문화방송 보도국 기자 입사
- 대전MBC 천안지사 근무
- 대전MBC 노동조합 위원장 (2015년)
- 대전MBC 보도국장 (현재)
- 동명이인 최기웅 -> 특수분장사(현재)